# Dværgkonk
Dværgkonken (fra 2016 Tritia reticulata tidligere Nassarius reticulatus) er en havsnegl med en 2-3 centimeter høj skal. Den er den almindeligste havsnegl i danske farvande, hvor den kan leve helt inde ved strandkanten, f.eks. findes dværgkonken i mange fjorde på 1-10 meters dybde. Den er udbredt langs Vesteuropas kyster fra Norge til Middelhavet, både på sand- og mudderbund.

## Levevis
Dværgkonken er en rovsnegl, der ofte lever nedgravet i sandbunden med kun sit ånderør fremme. Ånderøret bruges til at opsnappe duftstoffer fra eventuel føde, der især består af ådsler. Sneglen kommer ud af bunden, så snart den får færten af føde. Eksempelvis kan man ofte se mange individer samlet omkring døde fisk.